# رانچو استله (تگزاس)
رانچو استله (به انگلیسی: Rancho Estelle) یک مزرعه در ایالات متحده آمریکا است که در شهرستان بروستر، تگزاس واقع شده‌است.
بیشتر سازه‌های موجود در آنجا درحال خراب شدن هستند. سازه‌های اصلی شامل دو خانه خشتی تک طبقه با سقف و ایوان در قسمت جلویی است. خانه‌ها فقط از دو اتاق تشکیل شده‌است که توسط یک سالن جدا شده‌اند. سایر سازه‌ها شامل یک خانه کوچک برای کارگران مزرعه، یک خانه خشتی یک اتاقه و یک خانه سنگی برای کارگران مزرعه، با دو آپارتمان و یک اتاق است.